# Circles (canção de Andrea Koevska)
"Circles" (em português: Círculos) é a canção que representou Macedónia do Norte no Festival Eurovisão da Canção 2022 que teve lugar em Turim. A canção foi selecionada através de uma final nacional a 4 de fevereiro de 2022. Na semifinal do dia 12 de maio, a canção não constou de entre os dez qualificados, pois terminou a semifinal em 11º lugar com 79 pontos.